# Asplundia utilis
Asplundia utilis är en enhjärtbladig växtart som först beskrevs av Oerst., och fick sitt nu gällande namn av Gunnar Wilhelm Harling. Asplundia utilis ingår i släktet Asplundia och familjen Cyclanthaceae. Inga underarter finns listade.